# Stefano Benini

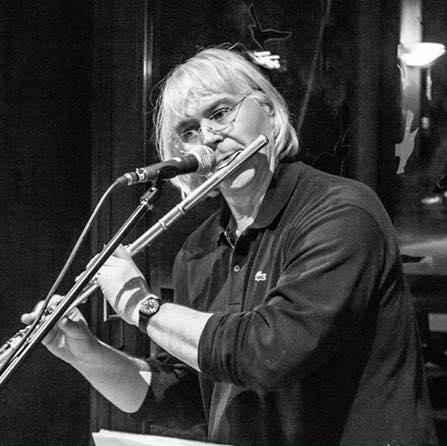
Stefano Benini (2017)

Stefano Benini (* 1955 in Verona) ist ein italienischer Jazzmusiker (Flöte, Komposition).

## Leben und Wirken
Benini absolvierte 1981 ein klassisches Flötenstudium am Conservatorio Giuseppe Verdi in Turin. Nach dem Studium widmete er sich der Jazzmusik und dem Spiel der Flöte außerhalb des Kanons klassischer Musik. Während seiner Ausbildungsjahre besuchte er Seminare bei Mal Waldron, Steve Lacy und Kevin Eubanks. Mit dem Tu Whit Tu Whoo Trio interpretierte er indisch geprägte Weltmusik und legte ab 1989 mehrere Alben vor. Mit seinem eigenen Quartett erkundete er mit Eigenkompositionen und Standards den Jazz. Mit der Gruppe Itapuà nahm er an der Live-Sendung Brasil der RAI teil. 
Benini hat in Italien und auf der ganzen Welt auf zahlreichen Festivals gespielt und aufgenommen und dabei mit Musikern wie Ruud Brink, J. A. Deane, Zeena Parkins, Myra Melford, Bill Horvitz, Lê Quan Ninh, Peter Guidi, Gianni Basso, Mauro Negri, Sandro Gibellini, Alfred Kramer oder Giuliano Perin gearbeitet. Er hat auch mit Grazia De Marchi, Lee Konitz, Butch Morris und mit dem Carlo Ceriani Orchestra aufgenommen.
Benini hat zahlreiche Seminare und Meisterkurse an italienischen Konservatorien gehalten. Er hat sich sowohl als Musiker als auch als Essayist mit Veröffentlichungen über die Flöte im Jazz einen Namen gemacht. In der italienischen Flötenzeitschrift FA LA UT schreibt er eine Kolumne über die Jazzflöte.

## Diskographische Hinweise
- Fluteprints (Splasc(H) 1991, mit Enrico Terragnoli, Paolo Birro, Marco Vaggi, Riccardo Biancoli)
- Stefano Benini, Nicola Stilo Flute Connection (Splasc(H) 1995, mit Paolo Birro, Enrico Terragnoli, Piero Leveratto, Francesco Petrini, Alfredo Minotti, Massimo Rabulotta)
- Stefano Benini & Beppe Castellani Ninety-Six (General 1996, mit Giorgio Signoretti, Piero Leveratto, Roberto Facchinetti)
- Stefano Benini & Sam Most Flute Madness (Splasc(H) 2001, mit Marcello Tonolo, Lorenzo Conte, Walter Paoli)
- Fuori Servizio (Splasc(H) 2004, mit Marcello Tomolo, Danilo Gallo, Roberto Facchinetti)
- Groovin' Flute  (Azzurra Music 2006, mit Matteo Tirella, Enrico Terragnoli, Zeno de Rossi)
- Stefano Benini, Enrico Terragnoli L'isola dei Bottoni (Splasc(H) 2006, mit Gianni Coscia, Antonello Salis, Fausto Beccalossi, Daniele di Bonaventura, Gianni Sabbioni, Zeno De Rossi)
- Stefano Benini, Andrea Tarozzi, Our Songbook (Scatola Sonora 2007)
- Stefano Benini, Giannantonio Mutto, Get in the Mood (Azzurra Music 2007)
- Fortynine Forever (Cat Sound Records 2008, mit Marcello Tonolo, Danilo Gallo, Walter Paoli, Sbibu, Pietro Tonolo, Giordano Grossi)
- Benini, Gori, Leonardi Flut3ibe Moiré (Nu Bop Records 2011, mit Michele Gori, Stefano Benini, Stefano Leonardi, Matteo Turella, Enrico Terragnoli, Nicola Stranieri)
- Sam Most & The Italian Friends (Azzurra Music 2015)
- Flut3ibe Live in Sant’Anna Arresi (Nu Bop Records 2017, mit Michele Gori, Stefano Benini, Stefano Leonardi, Andrea Tarozzi, Nicola Stranieri)